# الجول الشعبية

تعديل مصدري - تعديل

الجول الشعبية هي إحدى قرى عزلة جعار بمديرية خنفر التابعة لمحافظة أبين، بلغ تعداد سكانها 1576 نسمة حسب تعداد اليمن لعام 2004.